# Occitanien
 Denne artikel omhandler det historiske område. For den nuværende franske region, se Occitanie.
 Der er for få eller ingen kildehenvisninger i denne artikel, hvilket er et problem. Du kan hjælpe ved at angive troværdige kilder til de påstande, som fremføres i artiklen.

Occitanien (occitansk: Occitània, lo País d'Òc) er det middelalderlige navn for et område i Sydeuropa, der bredte sig over halvdelen af det nuværende Frankrig (med områder som Languedoc, Aquitaine, Drôme-Vivarais, Auvergne, Limousin, Guyenne, Gascogne, Dauphiné og Provence), Monaco, små dele af de italienske alper (de occitanske dale og Guardia Piemontese) og Aran-dalen i det nordlige Spanien. Store dele af det franske Occitanien ligger nu i regionen Occitanie.
I middelalderen benyttede områderne sig af det occitanske sprog (lenga d'òc, fransk: langue d'oc), der stadig den dag i dag bruges som andetsprog i store dele af området. Dog har de occitanske dale i de italienske alper, Aran-dalen i Pyrenæerne og Monaco anerkendt occitansk som officielt sprog siden 1990'erne.
44°18′N 2°53′Ø / 44.3°N 2.88°Ø